# 人間だから悲しいんだ
「人間だから悲しいんだ」（にんげんだからかなしいんだ）は、2017年12月20日に発売された、THE ALFEE67枚目のシングル。

## 概要
前作に引き続きノータイアップ・シングル。
シングル表題曲としては『Juliet』以来16年振りに坂崎幸之助がメインボーカルを担当している。
ジャケットとボーナス・トラックの異なる初回限定盤3種類と通常盤の合計4種類で発売。
平成時代にリリースした最後のシングル。
12月発売シングルは『この愛を捧げて』（2009年）以来8年振り。
カップリング曲『この素晴らしき愛のために』は、日本テレビ『ぶらり途中下車の旅』エンディング・テーマ（2016年7月9日〜9月24日）として、『今日のつづきが未来になる』に引き続き、使用された。
各盤4曲目収録のライヴ・ヴァージョンは、2017年7月29日・30日、横浜アリーナでの『Best Hit Alfee 2017「夏フェスタ」』で演奏された楽曲。

## 収録曲
※全作詞・作曲：高見沢俊彦
通常盤：TYCT-30070 
1. 人間だから悲しいんだ（編曲：高見沢俊彦with 鎌田雅人）
2. この素晴らしき愛のために（編曲：高見沢俊彦 with 鎌田雅人）
3. 人間だから悲しいんだ   （Original Instrumental）
4. OVER DRIVE ～ 夢よ急げ（Live at YOKOHAMA ARENA Jul. 29, 2017）

初回限定盤 A：TYCT-39068
1. 人間だから悲しいんだ
2. この素晴らしき愛のために
3. 人間だから悲しいんだ  （Original Instrumental）
4. BRIDGED TO THE SUN（Live at YOKOHAMA ARENA Jul. 29, 2017）

初回限定盤 B：TYCT-39069
1. 人間だから悲しいんだ
2. この素晴らしき愛のために
3. 人間だから悲しいんだ  （Original Instrumental）
4. 夜明けのLANDING BAHN（Live at YOKOHAMA ARENA Jul. 30, 2017）

初回限定盤 C：TYCT-39070
1. 人間だから悲しいんだ
2. この素晴らしき愛のために
3. 人間だから悲しいんだ  （Original Instrumental）
4. 真夜中を突っ走れ!（Live at YOKOHAMA ARENA Jul. 29, 2017）